# Carl Craig
Carl Craig (Detroit, 22 maggio 1969) è un tastierista, disc-jockey e produttore discografico statunitense.
È famoso soprattutto nell'ambito della musica techno.

## Biografia
Nato a Detroit, la famosa "motor city" all'interno della quale, 15 anni dopo un effervescente movimento musicale afroamericano gettò le basi per la musica techno. Movimento nel quale Craig si inserisce con naturalezza grazie alle sue qualità come tastierista che lo portano a collaborare con i pionieri di quella che allora era l'embrione del genere che conosciamo oggi. Juan Atkins (The Originator) ma soprattutto Derrick May (The Innovator) furono i suoi primi mentori. Cruciale per l'incontro con la Techno di Detroit è l'assidua frequentazione del Music Institute, un Club, un locale da ballo (aperto nel 1988) guidato musicalmente dal citato Derrick May, si ricordano anche: Chez Damier ed Alton Miller.
Carl Craig inizia la sua carriera discografica nel 1989, sotto lo pseudonimo di "Psyche", con l'EP Crack Down, inciso per la Transmat Records di Derrick May. Nel 1990 sarà la volta di "BFC" (altro pseudonimo di Carl Craig) con l'EP Evolution, sempre lo stesso anno il Nostro decide di mettere in piedi una etichetta discografica con Damon Booker, che si chiamerà: Retroactive Records, la quale sul finire del 1990 pubblicherà un disco compilation (dal titolo: Equinox Chapter One), dove tra gli altri compaiono i citati BFC con la prima versione di Climax. Nel 1991 si nasconderà sotto le spoglie di 69 con l'EP 4 Jazz Funk Classics, poi sarà la volta dei Paperclip People con Oscillator ed infine Carl Craig inciderà con il suo nome il primo disco dal titolo: No More Words. Divergenze sulla conduzione della Retroactive Records con Damon, lo portano a fondare la Planet E Records nel 1992 ed a pubblicare le sue produzioni su questa etichetta. Il primo titolo (PE VARI US 010 LP) pubblicato da Planet E farà conoscere al mondo gli Innerzone Orchestra, gruppo formato dallo stesso Craig insieme a Craig Taborn, Francisco Mora Catlett, con l'incisione sulla side B di tale disco della track Bug In The Bass Bin. Tale titolo resterà nella storia dell'elettronica (e ristampato poi successivamente varie volte su Mo Wax records) in quanto fu una delle tracks anticipatrici della Drum and bass (o almeno una parte di esso). Il 1993 è un anno fiacco per il nostro si ricorda qui solo l'ottimo EP dei 69 Sound on Sound.
Il 1994 si concentra sul progetto più House della sua produzione e cioè i citati Paperclip People con i quali fa uscire Remake, una track costruita su di un campionamento di E2-E4 di Manuel Göttsching e che successivamente si trasformerà in The Throw con la quale riesce a strappare un contratto con l'Open Records di Londra (l'etichetta del Ministry of Sound). L'onda del successo dei Paperclip People, viene definitivamente sancita con il successivo singolo The Climax (1995) ed infine con The Floor (1996) e Steam (1996).
Il 1995 è l'anno del suo primo Album a suo nome ed è intitolato Landcruising uscito per i tipi della Blanco Y Negro. Landcruising è un grande successo di critica e pubblico, un concentrato di Kraut Rock, Funkadelia, Cosmic Jazz robotizzato che farà conoscere Carl anche ad un pubblico non propriamente Dance. Il successivo album More Songs About Food and Revolutionary Art (1997) supererà l'esordio e diventerà un punto di riferimento per l'intero movimento di musica elettronica.
Da ricordare anche gli Album raccolta degli Innerzone Orchestra con Programmed (1999), dei Paperclip People con The Secret Tapes of Doctor Eich (1997) ed infine la raccolta dei BFC\Psyche Elements 1989-1990 (1996) punto di riferimento per l'Intelligent Techno. Negli anni successivi il nostro amico perderà lo smalto creativo concentrandosi nell'attività più remunerativa di DJ e di Remixer, pur con eccellenti anche se rari progetti, come la collaborazione del 2008 con Moritz von Oswald per ReComposed, un lavoro in cui i due si cimentano nel reinterpretare il reperotorio classico di Maurice Ravel e Modest Petrovič Musorgskij in chiave elettronica.

## I remix
Si possono citare i remix di Lovelee Dae dei Blaze o Rubaiyat dei Coldcut sulla loro Ninja Tune Records, fino ad arrivare ai giorni nostri dove Carl Craig entra in collaborazione discografica e non solo con Laurent Garnier (con l'EP Tres Demented e la compilation della raccolta The Kings of Techno) e Francois K per il quale tra l'altro ha pubblicato alcuni singoli sull'etichetta di sua proprietà, la Wave Music. Si arriva così a 2004 dove remixa Tides dei Beanfield e ottiene ancora una volta enorme successo, eguagliato poi con il remix di "Kill 100" uscito nel 2006 con la versione originale degli X-press2. ultima voce nella sua discografia.
Grazie a questa sfilza di remix e le tante produzioni e collaborazioni, di cui alcune considerate seminali, Carl Craig diventa per tutto l'ambiente della musica elettronica underground una vera colonna portante e uno dei produttori più illuninati dell'intera scena. Apprezzatissimo anche in veste di dj, grazie a grandi doti tecniche, spirito innovativo, e soprattutto selezioni eclettiche e sorprendenti dove trovano spazio sia la musica della tradizione black sia l'elettronica più spinta e sperimentale

## Stile
Lo stile di Carl Craig, sia nelle produzioni che nei suoi DJ set abbraccia una vastissima serie di influenze e correnti musicali, la sua grande particolarità però è quella di alternare nella sua carriera e nei suoi dischi le ritmiche ipnotiche e le atmosfere alienanti tipiche della musica techno al calore e la sensualità del jazz, del soul e la deep house. il tutto in una cornice di sperimentazione talvolta anche ai limiti. Carl Craig è stato nominato dalla critica come "il Miles Davis della musica elettronica"

## Discografia
Carl Craig
- 1991 - No More Words (12", EP) Retroactive
- 1991 - No More Words (12", EP, RP) Retroactive
- 1994 - Throw (The Remixes) (12") Open
- 1994 - Throw / Remake Uno (12") Dance Street Records
- 1994 - Throw / Remake Uno (12") Open
- 1995 - Landcruising (CD, Album) Blanco Y Negro
- 1995 - Landcruising (2xLP) Blanco Y Negro
- 1995 - Science Fiction (12") Blanco Y Negro
- 1995 - The Climax (12") Touché
- 1995 - The Climax / Clear & Present (CD, Maxi) Dance Street Records
- 1995 - The Climax / Clear & Present (12") House Nation, Dance Street Records
- 1995 - The Climax / Clear & Present (12") Open
- 1996 - DJ-Kicks (CD) Studio !K7
- 1996 - DJ-Kicks EP (12", S/Sided, EP) Studio !K7
- 1996 - The Floor EP (CD, EP, Sli) Open
- 1996 - The Floor EP (12", EP) Open
- 1997 - More Songs About Food And Revolutionary Art (2xLP) SSR Records
- 1997 - More Songs About Food And Revolutionary Art (CD, Album) SSR Records
- 1997 - More Songs About Food And Revolutionary Art (2xLP, Album) Planet E
- 1997 - More Songs About Food And Revolutionary Art (CD, Album) Planet E
- 2000 - Designer Music V1 (CD) Planet E
- 2001 - Abstract Funk Theory (2xLP) Obsessive
- 2001 - Abstract Funk Theory (CD) Obsessive
- 2001 - Onsumotahasheeat (CD) Shadow Records
- 2001 - The Climax (12", Whi) Planet E
- 2002 - A Wonderful Life / As Time Goes By (12") Planet E
- 2002 - The Workout (2xCD) React
- 2002 - The Workout (4xLP) React
- 2004 - Just Another Day (12") Planet E
- 2005 - Darkness (Radioslave Re-edit) (12", S/Sided) Planet E
- 2005 - Darkness / Angel (12") Planet E
- 2005 - Fabric 25 (CD) Fabric (London)
- 2005 - Sparkle / Home Entertainment (12") Planet E
- 2005 - The Album Formerly Known As... (3x12", Album) Planet E
- 2005 - The Album Formerly Known As... (CD, Album, Dig) Rush Hour Recordings
- 2006 - From The Vault: Planet E Classics Collection Vol. 1 (CD) Planet E
- 2007 - Paris Live (12") Planet E
- 2008 - Sessions (3xLP, Comp) Studio !K7
- 2008 - Sessions (2xCD, Comp, Mixed) Studio !K7
- 2010 - Ramadanman feat. Applebim - Void 23 (Carl Craig Re-Edit)
- 2017 - Versus

Carl Craig in Innerzone Orchestra
- 1992 - Untitled (12", Lig) (included in side B Bug In The Bass Bin) Planet E
- 1996 - Bug In The Bass Bin (12") Planet E
- 1996 - Bug In The Bassbin (10", S/Sided) Mo Wax
- 1996 - Bug In The Bassbin (12") Mo Wax
- 1996 - Bug In The Bassbin (CD, Maxi) Mo Wax
- 1999 - People Make The World Go 'Round (2x12", Promo, W/Lbl) Talkin' Loud
- 1999 - Programmed (CD, Album) Talkin' Loud
- 1999 - Programmed (LP) Planet E, Community Projects
- 1999 - Programmed (5x10" + Box) Talkin' Loud
- 1999 - Programmed (CD) Mercury
- 2000 - People Make The World Go Round (12") Planet E
- 2000 - People Make The World Go Round 2 (12") Planet E
- 2007 - Programmed (2xLP, Album, RE) Talkin' Loud
- 2008 - Bug In The Bassbin (12", RP) Mo Wax

Carl Craig in Incogdo
- 1992 - Simply Just A Ventage (12") Spiritual Records

Carl Craig alias 69
- 1991 - 4 Jazz Funk Classics (12") Planet E
- 1993 - Sound On Sound (12") Planet E
- 1994 - Jam The Box (CD, Maxi) R & S Records
- 1994 - Jam The Box (12") R & S Records
- 1994 - Lite Music (12") R & S Records
- 1994 - Sound On Sound (12") R & S Records
- 1995 - Lite Music (12") Planet E
- 1995 - The Sound Of Music (CD, Album) R & S Records
- 1995 - The Sound Of Music (CD) Distance
- 1995 - The Sound Of Music (CD) Sony Music Entertainment (Japan)
- 2004 - Sound On Sound (12", RE) Planet E
- 2006 - Pungtang (12") Planet E

Carl Craig alias BFC
- 1990 - Evolution (12", W/Lbl) Fragile Records
- 1990 - Untitled (12") Fragile Records
- 1993 - Applied Rhythmic Technology...3 (12") Applied Rhythmic Technology (ART)
- 1993 - Untitled (12", RP) Fragile Records
- 1996 - Elements 1989-1990 (CD) Planet E
- 1996 - Elements 1989-1990 (2x12") Planet E
- 2006 - ART Three (12", RM) Applied Rhythmic Technology (ART)

Carl Craig alias Paperclip People
- 1991 - Oscillator (12") Buzz
- 1991 - Oscillator (Electronic Flirtation Device) (12") Retroactive
- 1994 - Remake (12", Ltd) Planet E
- 1994 - Throw (12") D:vision Records
- 1994 - Throw (The Remixes) (12") Open
- 1994 - Throw / Remake Uno (12") Dance Street Records
- 1994 - Throw / Remake (Basic Reshape) (12") Planet E
- 1994 - Throw / Remake (Basic Reshape) (12", Cle) Planet E
- 1994 - Throw / Remake (Basic Reshape) (12", Ora) Planet E
- 1994 - Throw / Remake (Basic Reshape) (12", Red) Planet E
- 1994 - Throw / Remake (Basic Reshape) (12", Gre) Planet E
- 1994 - Throw / Remake (Basic Reshape) (12", Blu) Planet E
- 1994 - Throw / Remake Uno (12") Open
- 1994 - Throw / Remake Uno (CD, Maxi) Dance Street Records
- 1995 - The Climax (12") Touché
- 1995 - The Climax (The Touche Remixes) (12") Open
- 1995 - The Climax / Clear & Present (CD, Maxi) Dance Street Records
- 1995 - The Climax / Clear & Present (12") House Nation, Dance Street Records
- 1995 - The Climax / Clear & Present (12") Open
- 1996 - Floor (12") Planet E
- 1996 - Steam (12", W/Lbl, Promo) Planet E
- 1996 - Steam (7", Ltd) Planet E
- 1996 - The Floor (12") Touché
- 1996 - The Floor (12") Touché
- 1996 - The Floor EP (CD, EP, Sli) Open
- 1996 - The Floor EP (12", EP) Open
- 1996 - The Secret Tapes Of Dr. Eich (CD, Album) Planet E
- 1997 - Remake (12", Ltd, TP, RP, Whi) Planet E
- 1997 - The Secret Tapes Of Doctor Eich (2xLP, Album) Open
- 1997 - The Secret Tapes Of Doctor Eich (CD) Open
- 1997 - The Secret Tapes Of Doctor Eich (CD, Album) Virgin France S.A.
- 1997 - Throw / Steam (7") Open
- 1998 - 4 My Peepz (12") Planet E
- 1998 - 4 My Peepz (CD, Maxi) Planet E
- 1999 - Remake (12", RE) Planet E
- 1999 - Throw / Remake (Basic Reshape) (12", RE) Planet E
- 2001 - Clear And Present / Tweakityourself (12", Blu) Planet E
- 2001 - Clear And Present / Tweakityourself (12", W/Lbl, Promo) Planet E
- 2004 - Basic Reshape (12") Basic Channel
- 2004 - Basic Reshape (12", Pin) Basic Channel
- 2004 - Throw / The Climax (12") Planet E
- 2005 - 4 My Peeps (12") Planet E
- 2005 - 4 My Peepz (12", W/Lbl, Promo) Planet E
- 2008 - Basic Reshape (File, MP3) Basic Channel

Carl Craig alias Psyche
- 1989 - Crack Down (12", W/Lbl) Transmat
- 1990 - Crack Down (12") Transmat
- 1990 - Crackdown (12") Kool Kat Music
- 1992 - Crack Down (12", RP) Transmat
- 1992 - Crack Down (12", RP) Transmat
- 1992 - Relics (Album Sampler) (12") Buzz
- 1993 - Applied Rhythmic Technology...3 (12") Applied Rhythmic Technology (ART)
- 1995 - Airborne 303 / Flux (12", W/Lbl) Discord
- 1996 - Elements 1989-1990 (CD) Planet E
- 1996 - Elements 1989-1990 (2x12") Planet E
- 1996 - Elements 1989-1990 (2x12", W/Lbl, Promo) Planet E
- 2004 - Elements / Neurotic Behavior (12") Planet E
- 2006 - ART Three (12", RM) Applied Rhythmic Technology (ART)